# Giada Al Halwani
Giada Al Halwani (Senigallia, 26 de febrero de 2002) es una deportista italiana que compite en taekwondo.
Ganó una medalla de bronce en el Campeonato Europeo de Taekwondo de 2022, en la categoría de –57 kg. Además, participó en dos Campeonatos Mundiales y en los Juegos Europeos de Cracovia 2023.

## Palmarés internacional
| Campeonato Europeo | Campeonato Europeo       | Campeonato Europeo | Campeonato Europeo |
| Año                | Lugar                    | Medalla            | Categoría          |
| ------------------ | ------------------------ | ------------------ | ------------------ |
| 2022               | Mánchester (Reino Unido) | Medalla de bronce  | –57 kg             |